# Lebeckia melilotoides
Lebeckia melilotoides är en ärtväxtart som beskrevs av Rolf Martin Theodor Dahlgren. Lebeckia melilotoides ingår i släktet Lebeckia och familjen ärtväxter. Inga underarter finns listade i Catalogue of Life.